# 2023年シックス・ネイションズ・チャンピオンシップ
2023年シックス・ネイションズ・チャンピオンシップは、2023年2月4日から3月18日にかけて開催された23回目のシックス・ネイションズ・チャンピオンシップ

## 参加チーム
| チーム         | スタジアム                           | スタジアム | スタジアム   | ヘッドコーチ               | キャプテン             |
| チーム         | ホーム                               | 収容人数   | 場所         | ヘッドコーチ               | キャプテン             |
| -------------- | ------------------------------------ | ---------- | ------------ | -------------------------- | ---------------------- |
| イングランド   | トゥイッケナム・スタジアム           | 82,000     | ロンドン     | スティーブ・ボーズウィック | オーウェン・ファレル   |
| フランス       | スタッド・ド・フランス               | 81,338     | サン＝ドニ   | ファビアン・ガルティエ     | アントワーヌ・デュポン |
| アイルランド   | アビバ・スタジアム                   | 51,700     | ダブリン     | アンディ・ファレル         | ジョナサン・セクストン |
| イタリア       | スタディオ・オリンピコ・ディ・ローマ | 73,261     | ローマ       | キアラン・クロウリー       | ミケーレ・ラマロ       |
| スコットランド | マレーフィールド・スタジアム         | 67,144     | エディンバラ | グレガー・タウンゼンド     | ジェイミー・リッチー   |
| ウェールズ     | ミレニアム・スタジアム               | 73,931     | カーディフ   | ウォーレン・ガットランド   | ケン・オーウェンズ     |

## 結果
| 順位 | チーム         | 試合 | 試合 | 試合 | 試合 | 得点 | 得点 | 得点   | トライ | トライ   | ボーナスポイント | ボーナスポイント | ボーナスポイント | 勝ち点 |
| 順位 | チーム         | 試合 | 勝   | 分   | 負   | 得点 | 失点 | 得失点 | トライ | 被トライ | グランドスラム   | トライ           | 負け             | 勝ち点 |
| ---- | -------------- | ---- | ---- | ---- | ---- | ---- | ---- | ------ | ------ | -------- | ---------------- | ---------------- | ---------------- | ------ |
| 1    | アイルランド   | 5    | 5    | 0    | 0    | 151  | 72   | +79    | 20     | 6        | 3                | 4                | 0                | 27     |
| 2    | フランス       | 5    | 4    | 0    | 1    | 174  | 115  | +59    | 21     | 14       | 0                | 4                | 0                | 20     |
| 3    | スコットランド | 5    | 3    | 0    | 2    | 118  | 98   | +20    | 17     | 12       | 0                | 3                | 0                | 15     |
| 4    | イングランド   | 5    | 2    | 0    | 3    | 100  | 135  | –35    | 13     | 18       | 0                | 1                | 1                | 10     |
| 5    | ウェールズ     | 5    | 1    | 0    | 4    | 84   | 147  | –63    | 11     | 19       | 0                | 2                | 0                | 6      |
| 6    | イタリア       | 5    | 0    | 0    | 5    | 89   | 149  | –60    | 9      | 22       | 0                | 0                | 1                | 1      |

勝ち点の配分
- 勝利で4点
- 引き分けで2点
- 4トライ以上もしくは7点差以内での負けにボーナスポイント1点（4トライ以上で7点差以内での負けについては二重に加算）
- 全勝したチーム（グランドスラム）にボーナスポイント3点
- 勝ち点が同点の場合の取り扱い
  - 勝ち点が同点の場合は得失点差が少ないほうが上位
  - 得失点差も同じ場合はトライ数の多いほうが上位
  - トライ数も同数の場合は同順位。1位が複数の場合の場合は同時優勝

## 試合結果

### 第1節
| 2023年2月4日 14:15 GMT (UTC+0) | ウェールズ | 10–34 | アイルランド (1 BP) | ミレニアム・スタジアム（カーディフ） 観客数: 74,500人 レフリー: カール・ディクソン (イングランド) |
| 2023年2月4日 14:15 GMT (UTC+0) | Report     |       |                     | ミレニアム・スタジアム（カーディフ） 観客数: 74,500人 レフリー: カール・ディクソン (イングランド) |

| 2023年2月4日 16:45 GMT (UTC+0) | (1 BP) イングランド | 23–29 | スコットランド (1 BP) | トゥイッケナム・スタジアム（ロンドン） 観客数: 81,545人 レフリー: ポール・ウィリアムズ (ニュージーランド) |
| 2023年2月4日 16:45 GMT (UTC+0) | Report              |       |                       | トゥイッケナム・スタジアム（ロンドン） 観客数: 81,545人 レフリー: ポール・ウィリアムズ (ニュージーランド) |

| 2023年2月5日 16:00 CET (UTC+1) | (1 BP) イタリア | 24–29 | フランス (1 BP) | スタディオ・オリンピコ・ディ・ローマ（ローマ） 観客数: 41,232人 レフリー: マシュー・カーリー (イングランド) |
| 2023年2月5日 16:00 CET (UTC+1) | Report          |       |                 | スタディオ・オリンピコ・ディ・ローマ（ローマ） 観客数: 41,232人 レフリー: マシュー・カーリー (イングランド) |

### 第2節
| 2023年2月11日 14:15 WET (UTC+0) | (1 BP) アイルランド | 32–19 | フランス | アビバ・スタジアム（ダブリン） 観客数: 51,700人 レフリー: ウェイン・バーンズ (イングランド) |
| 2023年2月11日 14:15 WET (UTC+0) | Report              |       |          | アビバ・スタジアム（ダブリン） 観客数: 51,700人 レフリー: ウェイン・バーンズ (イングランド) |

| 2023年2月11日 16:45 GMT (UTC+0) | (1 BP) スコットランド | 35–7 | ウェールズ | マレーフィールド・スタジアム（エディンバラ） 観客数: 67,144人 レフリー: アンドリュー・ブライス (アイルランド) |
| 2023年2月11日 16:45 GMT (UTC+0) | Report                |      |            | マレーフィールド・スタジアム（エディンバラ） 観客数: 67,144人 レフリー: アンドリュー・ブライス (アイルランド) |

| 2023年2月12日 15:00 GMT (UTC+0) | (1 BP) イングランド | 31–14 | イタリア | トゥイッケナム・スタジアム（ロンドン） 観客数: 81,609人 レフリー: ジェームズ・ドルメン (ニュージーランド) |
| 2023年2月12日 15:00 GMT (UTC+0) | Report              |       |          | トゥイッケナム・スタジアム（ロンドン） 観客数: 81,609人 レフリー: ジェームズ・ドルメン (ニュージーランド) |

### 第3節
| 2023年2月25日 15:15 CET (UTC+1) | イタリア | 20–34 | アイルランド (1 BP) | スタディオ・オリンピコ・ディ・ローマ（ローマ） 観客数: 51,034人 レフリー: マイク・アダムソン (スコットランド) |
| 2023年2月25日 15:15 CET (UTC+1) | Report   |       |                     | スタディオ・オリンピコ・ディ・ローマ（ローマ） 観客数: 51,034人 レフリー: マイク・アダムソン (スコットランド) |

| 2023年2月25日 16:45 GMT (UTC+0) | ウェールズ | 10–20 | イングランド | ミレニアム・スタジアム（カーディフ） 観客数: 74,007人 レフリー: マシュー・レイナル (フランス) |
| 2023年2月25日 16:45 GMT (UTC+0) | Report     |       |              | ミレニアム・スタジアム（カーディフ） 観客数: 74,007人 レフリー: マシュー・レイナル (フランス) |

| 2023年2月26日 16:00 CET (UTC+1) | (1 BP) フランス | 32–21 | スコットランド | スタッド・ド・フランス（サン＝ドニ） 観客数: 80,000人 レフリー: ニカ・アマシュケリ (ジョージア) |
| 2023年2月26日 16:00 CET (UTC+1) | Report          |       |                | スタッド・ド・フランス（サン＝ドニ） 観客数: 80,000人 レフリー: ニカ・アマシュケリ (ジョージア) |

### 第4節
| 2023年3月11日 15:15 CET (UTC+1) | イタリア | 17–29 | ウェールズ (1 BP) | スタディオ・オリンピコ・ディ・ローマ（ローマ） 観客数: 61,536人 レフリー: ダモン・マーフィー (オーストラリア) |
| 2023年3月11日 15:15 CET (UTC+1) | Report   |       |                   | スタディオ・オリンピコ・ディ・ローマ（ローマ） 観客数: 61,536人 レフリー: ダモン・マーフィー (オーストラリア) |

| 2023年3月11日 16:45 GMT (UTC+0) | イングランド | 10–53 | フランス (1 BP) | トゥイッケナム・スタジアム（ロンドン） 観客数: 82,000人 レフリー: ベン・オキーフ (ニュージーランド) |
| 2023年3月11日 16:45 GMT (UTC+0) | Report       |       |                 | トゥイッケナム・スタジアム（ロンドン） 観客数: 82,000人 レフリー: ベン・オキーフ (ニュージーランド) |

| 2023年3月12日 15:00 GMT (UTC+0) | スコットランド | 7–22 | アイルランド | マレーフィールド・スタジアム（エディンバラ） 観客数: 67,144人 レフリー: ルーク・ピアース (イングランド) |
| 2023年3月12日 15:00 GMT (UTC+0) | Report         |      |              | マレーフィールド・スタジアム（エディンバラ） 観客数: 67,144人 レフリー: ルーク・ピアース (イングランド) |

### 第5節
| 2023年3月18日 12:30 GMT (UTC+0) | (1 BP) スコットランド | 26–14 | イタリア | マレーフィールド・スタジアム（エディンバラ） 観客数: 67,144人 レフリー: アンガス・ガードナー (オーストラリア) |
| 2023年3月18日 12:30 GMT (UTC+0) | Report                |       |          | マレーフィールド・スタジアム（エディンバラ） 観客数: 67,144人 レフリー: アンガス・ガードナー (オーストラリア) |

| 2023年3月18日 15:45 CET (UTC+1) | (1 BP) フランス | 41–28 | ウェールズ (1 BP) | スタッド・ド・フランス（サン＝ドニ） 観客数: 78,635人 レフリー: ニック・ベリー (オーストラリア) |
| 2023年3月18日 15:45 CET (UTC+1) | Report          |       |                   | スタッド・ド・フランス（サン＝ドニ） 観客数: 78,635人 レフリー: ニック・ベリー (オーストラリア) |

| 2023年3月18日 17:00 WET (UTC+0) | (1 BP) アイルランド | 29–16 | イングランド | アビバ・スタジアム（ダブリン） 観客数: 51,700人 レフリー: ヤコ・ペイパー (南アフリカ共和国) |
| 2023年3月18日 17:00 WET (UTC+0) | Report              |       |              | アビバ・スタジアム（ダブリン） 観客数: 51,700人 レフリー: ヤコ・ペイパー (南アフリカ共和国) |

## 個人成績
| Rank | Name                               | Team           | Points |
| ---- | ---------------------------------- | -------------- | ------ |
| 1    | トマ・ラモス                       | フランス       | 84     |
| 2    | ジョナサン・セクストン             | アイルランド   | 35     |
| 3    | トンマーゾ・アラン                 | イタリア       | 34     |
| 4    | フィン・ラッセル                   | スコットランド | 32     |
| 5    | オーウェン・ファレル               | イングランド   | 28     |
| 6    | ブレア・キングホーン               | スコットランド | 26     |
| 7    | ダミアン・プノー                   | フランス       | 25     |
| 8    | ヒュー・ジョーンズ                 | スコットランド | 20     |
| 9    | ロス・バーン                       | アイルランド   | 16     |
| 10   | ティボー・フランマン               | フランス       | 15     |
| 10   | マック・ハンセン                   | アイルランド   | 15     |
| 10   | ジェームズ・ロウ                   | アイルランド   | 15     |
| 10   | ドゥーハン・ファン・デル・メルヴァ | スコットランド | 15     |

| Rank | Name                               | Team           | Tries |
| ---- | ---------------------------------- | -------------- | ----- |
| 1    | ダミアン・プノー                   | フランス       | 5     |
| 2    | ヒュー・ジョーンズ                 | スコットランド | 4     |
| 2    | ブレア・キングホーン               | スコットランド | 4     |
| 4    | ティボー・フランマン               | フランス       | 3     |
| 4    | マック・ハンセン                   | アイルランド   | 3     |
| 4    | ジェームズ・ロウ                   | アイルランド   | 3     |
| 4    | トマ・ラモス                       | フランス       | 3     |
| 4    | ドゥーハン・ファン・デル・メルヴァ | スコットランド | 3     |
| 9    | エタン・デュモルティエ             | フランス       | 2     |
| 9    | リオ・ダイアー                     | ウェールズ     | 2     |
| 9    | ガエル・フィクー                   | フランス       | 2     |
| 9    | ジェイミー・ジョージ               | イングランド   | 2     |
| 9    | ヒューゴ・キーナン                 | アイルランド   | 2     |
| 9    | マックス・マリンズ                 | イングランド   | 2     |
| 9    | シャルル・オリヴォン               | フランス       | 2     |
| 9    | ジェームズ・ライアン               | アイルランド   | 2     |
| 9    | ダン・シーハン                     | アイルランド   | 2     |
| 9    | カイル・ステイン                   | スコットランド | 2     |
| 9    | リアム・ウィリアムズ               | ウェールズ     | 2     |